# Bijkerk
Een bijkerk, ook wel succursaalkerk, filiaalkerk of nevenkerk genoemd is een kerkgebouw van een parochie (of kerkgemeente) dat niet de hoofdkerk van die parochie is. Het fenomeen is vooral van toepassing op de katholieke kerk. In protestantse kring is de constructie niet gebruikelijk.
Het kan voorkomen dat er binnen de parochiegrenzen zich meerdere kerkgebouwen bevinden. In dat geval zal er in de regel een kerk als religieus centrum ofwel hoofdkerk in de parochie zijn aangemerkt. De overige kerken zijn dan een bijkerk van die hoofdkerk. De RK-kerk te Meppel gebruikt hiervoor echter de term filiaalkerk.
Onder een bijkerk wordt in Nederland ook een synagoge verstaan van een lage rang. Het is een gebedshuis voor een kleine, maar zelfstandige, Israëlitische Gemeente. Een bijkerk is ondergeschikt aan een ringsynagoge. De Raw Aron Schuster Synagoge in Amsterdam beschikt over een ruimte die 'bij-sjoel' wordt genoemd. Dat is echter een kleine ruimte in het gebouw zelf, die gebruikt wordt als er een kleine groep gelovigen aanwezig is.